# Cantó de Virieu
El cantó de Virieu  és un cantó francès del departament de la Isèra, situat al districte de La Tour-du-Pin. Té 14 municipis i el cap és Virieu.

## Municipis
| - Bilieu - Blandin - Charavines - Chassignieu - Chélieu - Doissin - Montrevel | - Oyeu - Panissage - Le Passage - Le Pin - Saint-Ondras - Valencogne - Virieu |

## Història
| Data d'elecció                           | Identitat       | Partit                               | Qualitat |
| ---------------------------------------- | --------------- | ------------------------------------ | -------- |
| 1945-1964                                | M. Fabre        | SFIO, després centrista              |          |
| 1964-1976                                | Camille Barbier | CD                                   |          |
| 1976-1982                                | René Impériali  | PS                                   |          |
| 1982-1988                                | Camille Barbier | Divers droite                        |          |
| 1988-                                    | Daniel Vitte    | Divers gauche, després Divers droite |          |
| les dades anteriors no són pas conegudes |                 |                                      |          |
|                                          |                 |                                      |          |

| 1962  | 1968  | 1975  | 1982  | 1990  | 1999  | 2007   |
| ----- | ----- | ----- | ----- | ----- | ----- | ------ |
| 5.483 | 5.686 | 5.516 | 6.225 | 7.342 | 8.244 | 29.953 |